# Infinite Mass
Infinite Mass är en svensk hiphopgrupp bildad 1991 av Rodrigo Pencheff, Amir Chamdin och Bechir Eklund. Gruppen vann rap-SM 1991. År 1993 blev bandet känt hos den stora massan när man medverkade i filmen Sökarna och framförde "Area Turns Red".
Bandet hamnade på topplistorna 1995 med låtarna Mah Boyz, Area Turns Red och Ride. Albumet Alwayz Somethang med låten "Caught up in da Game" släpptes 1997. Scener ur filmen McVicar används i Infinite Mass video till låten "Bullet" där man samplat Roger Daltrey från The Who.
År 2001 kom albumet The Face, vilket bland annat innehöll låtarna "Bullet" och "She's a Freak" vilka spelades mycket i radion under våren 2002.
År 2004 kom albumet 1991 med låtarna "No. 1 Swartskalle" och "The Thief".
Låten "Mah Boyz" var vinjett till serien Stockholm Live.
Ett nytt album var planerat att släppas 2020, men det kom aldrig ut.

## Gruppmedlemmar
Under åren har nya bandmedlemmar tillkommit och andra slutat, men genom Amir Chamdin och Rodrigo Pencheff har Infinite Mass bevarats.
- Amir Chamdin
- Bechir Eklund
- Rodrigo "Rodde", "Rigo" Pencheff
- Joen Carlstedt (gitarr)
- Jejo Perkovic (trummor)
- Tito Pencheff (keyboard)
- Cribe Pencheff (DJ)
- Polarbear

## Diskografi

### Studioalbum
- 1995 – The Infinite Patio
- 1997 – Alwayz Somethang
- 1999 – Live in Sweden
- 2001 – The Face
- 2004 – 1991

### Samlingsalbum
- 2007 – Masters of the Universe: The Best of Infinite Mass